# 共鳴
共鳴（きょうめい、英: resonance）とは、振動体が、その固有振動数に等しい外部振動の刺激を受けると、振幅が増大する現象。たとえば、振動数の等しいふたつの音叉の一方を鳴らすと、他方も激しく鳴りはじめる、という現象。
なお固有振動数の単位はヘルツ（Hz）である。
（さらに一般化、抽象化して説明すると）物理的な系が外部からの刺激で固有振動を始めること。
訳語の選択 - 共鳴か、共振か
もともと英語の「resonance」（レゾナンス） を日本語に訳すときに、物理学では、音などについては「共鳴」という訳語をあて（他の振動についても「共鳴」という訳語をあてることがかなり一般的になり）、一方で電気工学など工学的分野では「共振」という訳語をあてるようになった。物理学者と工学者の活動領域は部分的に重なることも多いので、ふたつの訳語が、しばしば交錯する。
共鳴が知られることになったきっかけは、音を伴う振動現象であると言われるが、現在では、理論式の上で等価・類似の現象も広く「共鳴」と呼ばれる（ばねの振動・電気回路・核磁気共鳴など）。

## 概要
きわめて通俗的な説明としては、ある物体Aの振動エネルギーが、別の物体Bに移る現象だとしてもよい。
A（振動）→B、A→（振動）B
しかし、A・Bが電波とアンテナのような場合、必ずしもAは物体でなくともよく、自己共鳴的な現象では必ずしもAの存在は必要とされない。また、核磁気共鳴のような場合は摂動磁場の振動に対する磁性の変化として現象が現れるため、振動やエネルギーの移動があるわけではない。
共鳴が起きた場合、理論式の上では系を特徴付ける物理量が0や無限大になる場合が多い。また、外部からの振動が与え続けられる場合、振動を受ける側に破壊的現象が起こる場合がある（ハウリングなど）。

## 力学的共鳴
あらゆる物体には固有振動数（その物体にとって振動し易い振動数）がある。外部から振動が与えられるとき、与えられる振動が固有振動数に近づくにつれ、物体の振幅が急激に増大する。この現象を「共鳴」または「共振」という。遊具のブランコの、動きの調子に合わせて力を加えると次第に揺れが大きくなる様子が参考になる。
楽器や発声にあっては、発音体（発音物質、弦やリードなど）の振動がより大きな物体（筐体、共鳴腔）に伝わり共鳴することで、より人間が聞きやすい音に変化する。すなわち、発音体単独の時よりも、聴覚上大きな音が得られる。これは音色の変化でもある。楽器によっては共鳴によって安定した音高を得ている。

## 電気回路の共振

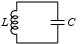
共振回路の一種、LC回路の回路図。

電気回路にコンデンサとコイルを直列または並列に接続すると、特定の周波数に対して交流抵抗が0または無限大となる共振回路が有名である。

## 素粒子論的共鳴
素粒子に関する加速器による実験では、特定の衝突エネルギーのところで、反応の頻度（反応断面積）が急激に大きくなることがある。この際には生成した複数のハドロンや中間子が複合した状態を形成していると考えられる。この状態を共鳴状態にあるという。これらの状態は非常に短寿命であり、強い相互作用によってより寿命の長いハドロンや中間子へと崩壊する。

## 化学における共鳴
化学においては、ある状態がエネルギーの期待値が近い2つ以上の状態の線形結合で近似できるとき、2つ以上の状態が量子力学的共鳴状態にあるという。この考え方はヴェルナー・ハイゼンベルクによってヘリウム原子の状態について提唱され、ライナス・ポーリングにより化学結合全般へと拡張された。

## 楽器での応用
ギターでは、弦をはじくと、弦の振動が、弦の端をささえる「ブリッジ」からブリッジボードへ、そして表板全体（正面から見て見えている表側の板全体）に伝わって共鳴し大きな音を発生させ、それが側板や裏板にも伝わり楽器全体が鳴る、というしくみになっている。
アップライトピアノの場合は、響板という木製の板が、背面側（演奏者からは見えない、裏側）にあり、演奏者が鍵盤を押すとハンマーが動き弦がたたかれ、弦の振動にその響板が共鳴して音量を大きくしている。グランドピアノの場合は、ボディの下の面（下にもぐりこんで、ピアノを見上げれば見える位置）に配置されている。
- 通常のアコースティックギターは、表板（top plate)が共鳴しているおかげで、聞ける程度の音量になっている。（ちなみに表板が無いエレキギターを（アンプにつながずに）弾いても、共鳴する部分が全然無いので、とても小さな音、「蚊の鳴くような音」しか出ない。）
- リゾネーター・ギターという楽器。リゾネーターという、独特の、共鳴をするユニットを組み込んでおり、音量が大きくて、かつ面白みのある楽音を聞かせる楽器。
- アップライトピアノの裏面にある響板。これが共鳴するおかげで、ピアノの演奏音は音量が大きくなっている。これが無いと、ピアノですら、小さな音、貧しい音になってしまう。